# Эритрейское нагорье

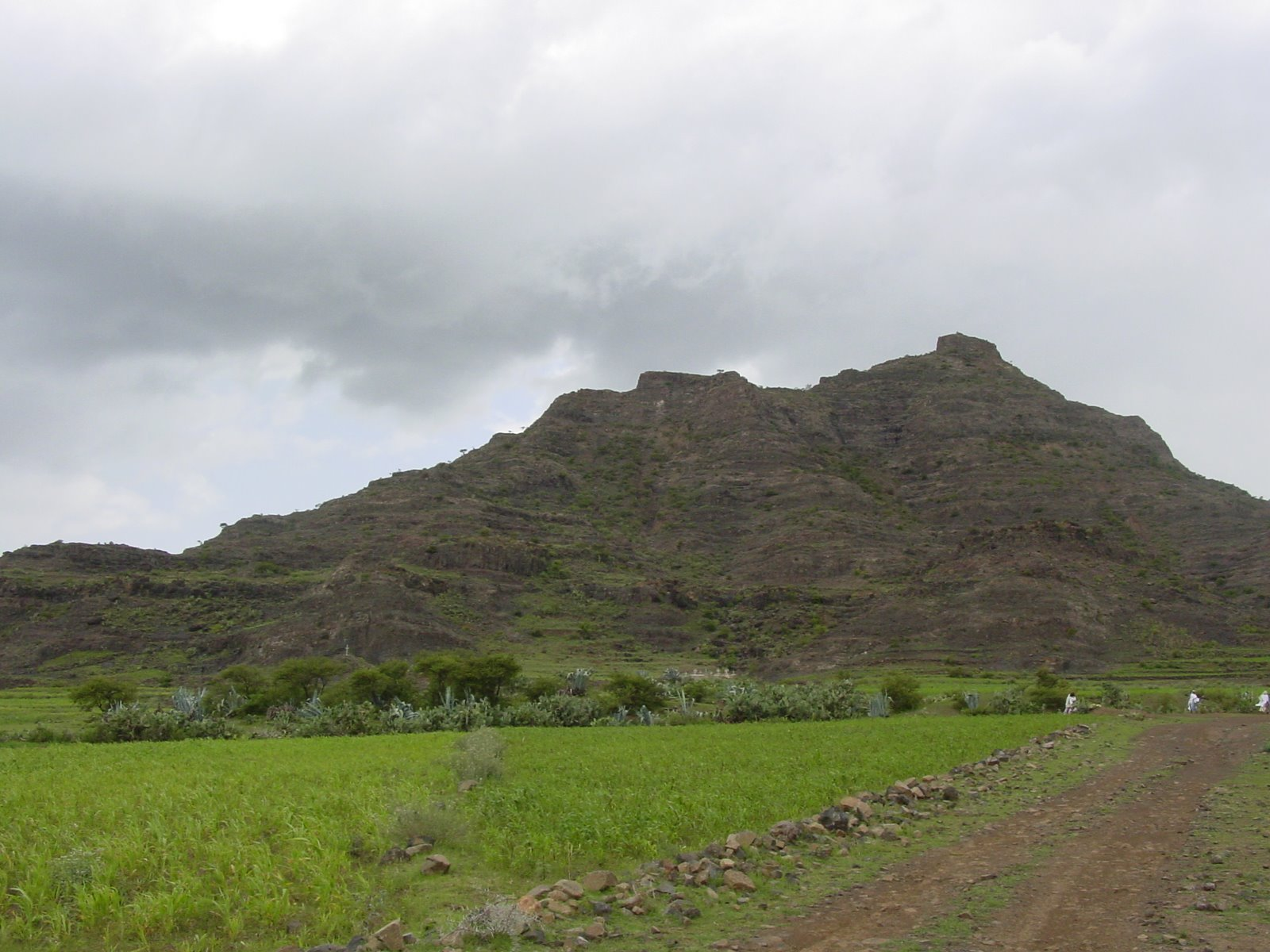
Поле тефа у подножия холма на Эритрейском нагорье

Эритрейское нагорье — продолжение лежащего южнее Эфиопского нагорья.
Со времён итальянской колонизации, начавшейся в конце XIX века, в этом регионе наблюдается значительное обезлесение. Особенно Эритрейскому нагорью угрожает связанная с обезлесением эрозия почвы. Кроме этого, этот регион, расположенный к югу от Сахеля, несёт риск опустынивания и частых засух.
На нагорье, как и в большинстве тропических районов, наблюдаются два сезона: сезон дождей (кремти) с июня по сентябрь, и сухой сезон с сентября по июнь. Средние температуры на нагорье составляют около 16 °C. На Эритрейском нагорье находится самая высокая вершина Эритреи (гора Амба-Сойра).

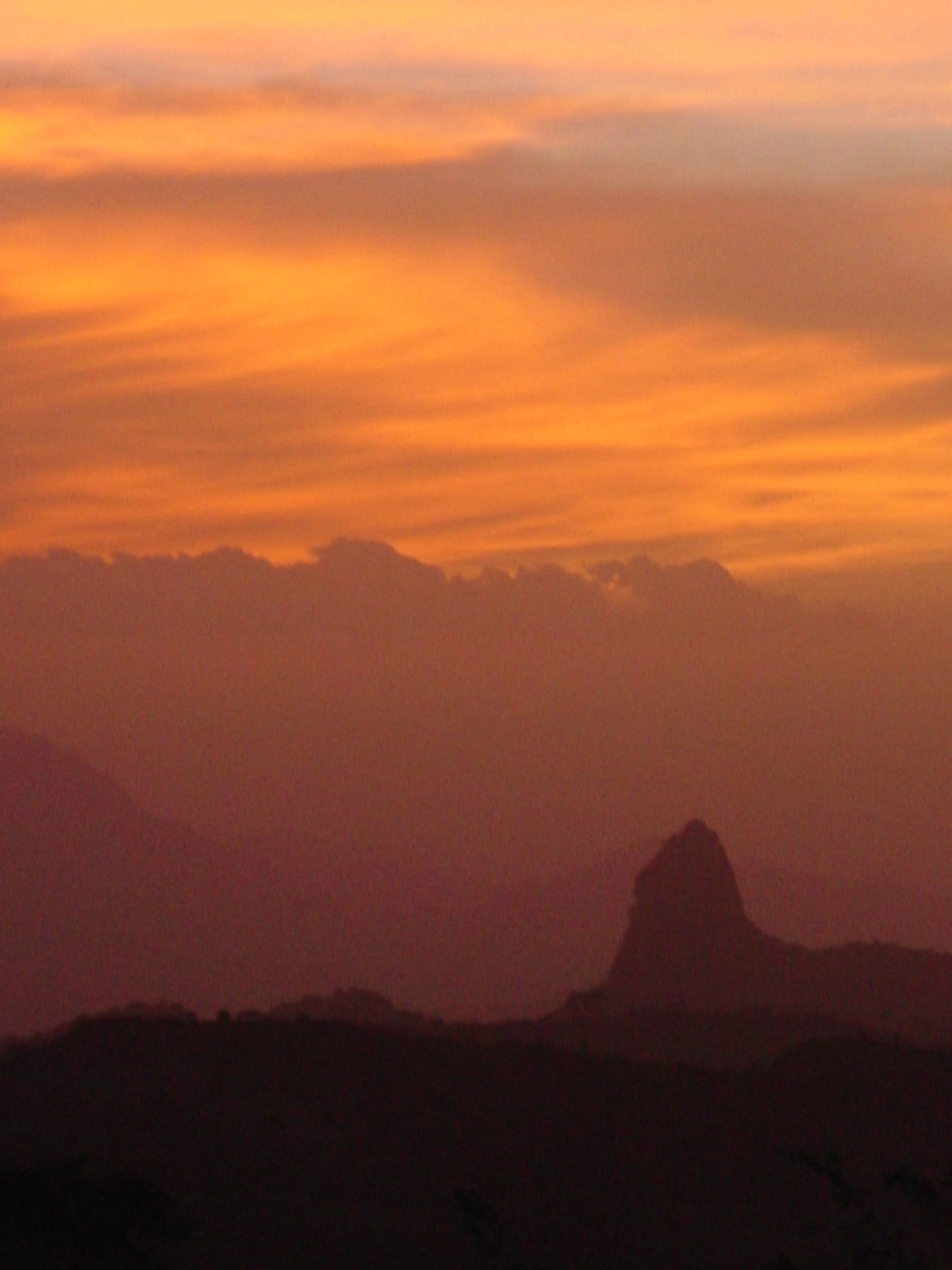
Закат над нагорьем

Эритрейское нагорье орошают четыре крупные реки, которые протекают в направлении Судана, а также ряд рек меньшего размера, стекающих в направлении красноморского побережья Эритреи. В направлении Судана текут впадающие в Нил реки Гаш (Мэрэб) и Сетит (Тэкэзе), а также не достигающие Нила реки Барка и Ансэба. С восточного склона (эскарпмента) Эритреи стекают многочисленные малые реки.
Многие исследователи считают, что лесной покров на Эритрейском нагорье достигал 30 %, но с тех пор сократился до 1 %, но другие, в том числе Луиза Латт (Louise Latt), высказывают предположение, что в действительности столь резкого уменьшения лесного покрова не было.
Восточная кромка нагорья резко понижается в направлении Красного моря, из-за чего два вида климата пересекаются. Этот регион часто упоминается в связи с наличием многолетнего лесного покрова. Именно в этом регионе выращивается эритрейский кофе сорта мэрара (Merara).
Состав почв Эритрейского нагорья довольно сложен. Преобладают хромовые почвы, эутриковые и известковые камбисоли тёмно-красного цвета. Среди других видов почв нагорья — литосоли, ксеросоли и флювисоли.